# Södermanlands runinskrifter 206
Sö 206 är en vikingatida runsten vid Överselö kyrka, Överselö socken och Strängnäs kommun i Södermanland. 
Den utgjorde från början ett gemensamt monument tillsammans med Sö 208, vilket framgår av inskrifterna. Sö 206 hittades 1882 i kyrktornets södra mur - det var när den skulle tas ut, som den bröts i tre delar - och Sö 208 1883 i bogårdsmuren.
Runstenarna är små. 206 är av granit och bara 115 cm hög, 70 cm bred och 22–35 cm tjock.  Runhöjden är 4-7 cm.

## Inskriften
Translitterering av runraden:
: hir : skal : stenta : staena : þisiR : runum : ru-niR :·· raisti : k---auk : at syni : sina : auk : hielmlauk : at bryþr : sina ·
Normalisering till runsvenska:
Her skal standa stæinaR þessiR, runum ru[ð]niR, ræisti G[uðl]aug at syni sina, ok Hialmlaug at brøðr sina.
Översättning till nusvenska:
Här ska stånda stenarna dessa, röda av runor, reste dem Gudlög efter sina söner, och Hjälmlög efter sina bröder.